# Otto Loening
Otto Wilhelm Loening (* 17. Februarjul. / 29. Februar 1880greg. in Dorpat; † 13. März 1962 in Halle/Saale) war ein deutscher Jurist und Politiker.

## Leben
Otto Loening war der Sohn des Geheimen Justizrates und Professors der Rechtswissenschaft Edgar Loening und dessen Frau Kaethe geborene Goetze. Er besuchte das Stadtgymnasium in Halle und legte dort Ostern 1900 das Abitur ab. Anschließend studierte er in Halle, Leipzig und Göttingen Rechtswissenschaften und Geschichte. Nach dem Referendarexamen am königlichen Oberlandesgericht im November 1903 war er als Referendar am Amtsgericht Delitzsch und am Landgericht Halle tätig. Im Sommer 1905 wurde er mit der Arbeit „Das Testament im Gebiet des Magdeburger Stadtrechtes“ promoviert und war ab 1908 Gerichtsassessor in Delitzsch und ab 1909 in Danzig. Dort wurde er 1913 zum Amtsrichter ernannt.
Ab 1912 lehrte er Öffentliches Recht und Verwaltungskunde an der TH Danzig. 1923 schied er aus den Diensten der Hochschule aus, da er Landgerichtsdirektor in Berlin wurde.
1920 wurde er zum Mitglied des Danziger Staatsrates ernannt und später im Jahr in die Verfassunggebende Versammlung gewählt, die sich in den ersten Volkstag umwandelte. Im Volkstag war er Vizepräsident, bis er 1923 mit dem Ende der Wahlperiode ausschied. Er war zunächst Fraktionsmitglied der liberalen Deutschdemokratischen Partei (DDP), später durch Fraktionsumbildungen der Deutschen Partei für Fortschritt und Wirtschaft sowie der Liberalen Vereinigung.
1943 lebte er in Berlin-Lichterfelde in der Schillerstraße 21. Mindestens zwischen 1946 und 1950 war er Vizepräsident des Oberlandesgerichts Halle und lebte dort in der Händelstraße 28.

## Veröffentlichungen

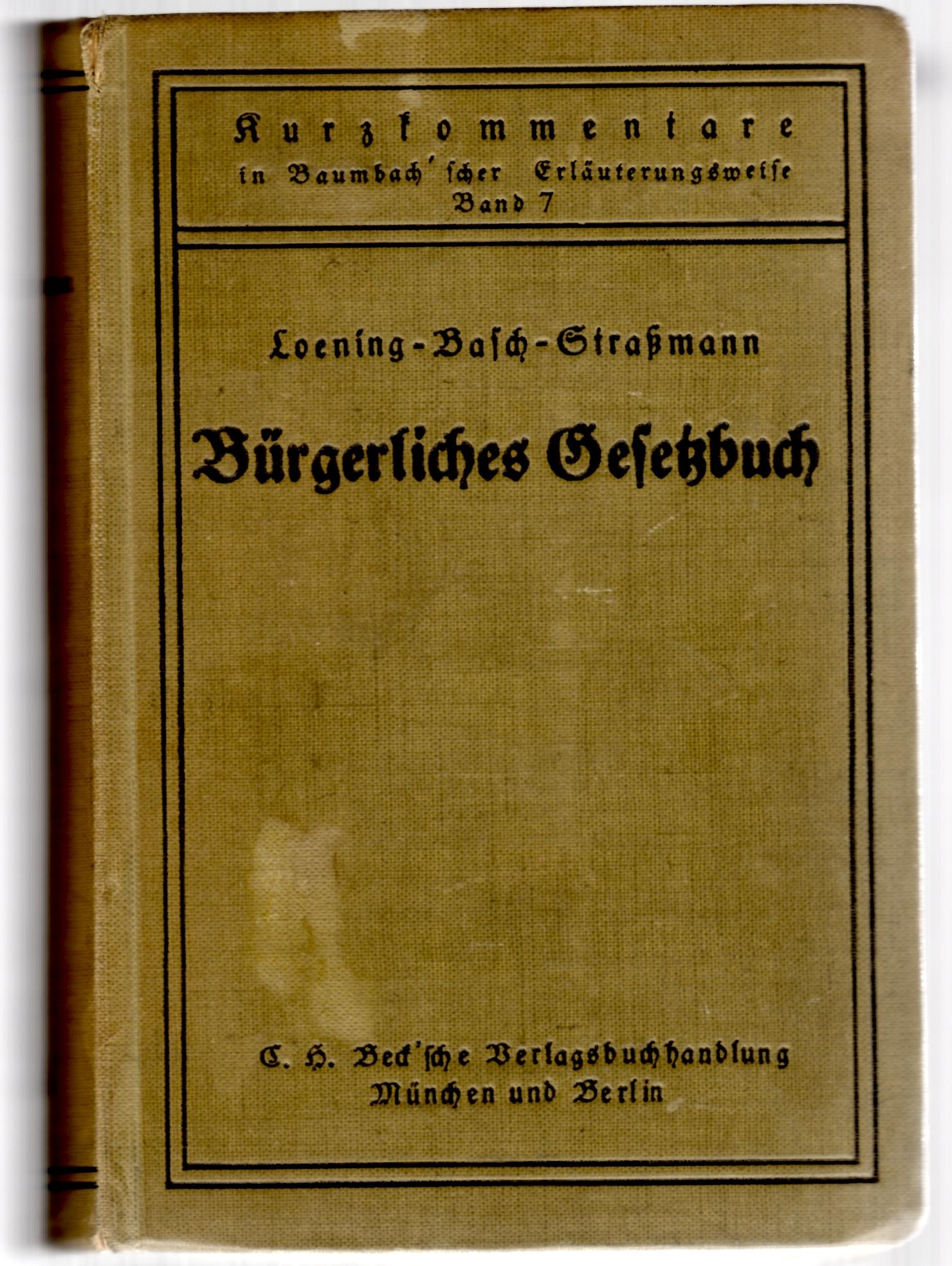
Loening – Basch – Straßmann: Bürgerliches Gesetzbuch, Kurzkommentar, 1931

Er war Autor einer Vielzahl juristischer Werke. Er war Herausgeber bis Ende 1935 der „Danziger juristischen Monatsschrift“ und der Reihe „Danziger Staats- und völkerrechtliche Schriften“
- Das Testament im Gebiet des Magdeburger Stadtrechtes, 1906
- Grunderwerb und Treuhand in Lübeck, 1907
- Kommentar zur Hinterlegungsordnung v. 21. April 1913 unter Einarbeitung d. Ausführungsvorschriften u. d. Übergangsbestimmungen v. 5. Febr. 1914
- Verfassung und Verwaltungsorganisation in Lübeck, Bremen und Hamburg, 1919
- Danzig, 1921
- Die Auflösung des Danziger Volkstages, 1925
- Die Rechtsstellung der Freien Stadt Danzig, 1928
- Bürgerliches Gesetzbuch nebst Einführungsgesetz, 1931
- Die Beseitigung der Gleichheit der Eisenbahntarife im Saargebiet, 1933
- Versuch einer Selbstbiographie, 1939
- Deutsche Rechtsgeschichte, 1949, 20. Auflage